# Stadio Ennio Tardini
Stadio Ennio Tardini – stadion piłkarski znajdujący się w mieście Parma we Włoszech.
Swoje mecze rozgrywa na nim zespół Parma F.C. Jego pojemność wynosi 28 783.